# 30042 Schmude
A 30042 Schmude (korábbi nevén 2000 EY3) a Naprendszer kisbolygóövében található aszteroida. A Catalina Sky Survey program keretein belül fedezték fel 2000. március 1-jén.
A bolygót Richard Schmude-ról (1958–), a Gordon State College csillagász professzoráról nevezték el.

## Kapcsolódó szócikk
- Kisbolygók listája (30001–30500)